# داروين (الإقليم الشمالي)

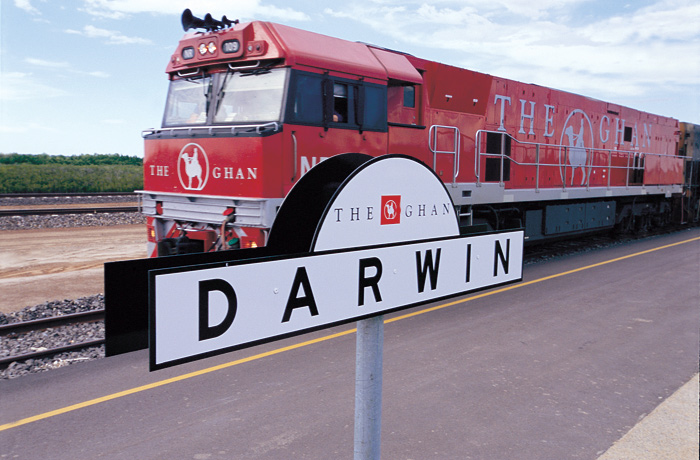
قطار غان في داروين

داروين هي عاصمة الإقليم الشمالي بأستراليا. تقع على بحر تيمور، يبلغ عدد سكانها 114368، مما يجعلها إلى حد بعيد أكبر والأكثر سكانا في الإقليم الشمالي، ولكنها تعد أقل من حيث عدد السكان مقارنة مع جميع المدن الرئيسية في أستراليا. تعمل بوصفها المركز الإقليمي.
على مر الزمن داروين قد نمت من رائد الموانئ الصغيرة إلى واحدة من أحدث المدن في أستراليا متعددة الثقافات. قربها من آسيا يجعل منها بوابة هامة لبلدان مثل إندونيسيا وتيمور الشرقية.
أعيد بناؤها بالكامل تقريبا مرتين، مرة واحدة بسبب الغارات الجوية اليابانية خلال الحرب العالمية الثانية ومرة أخرى بعد أن دمرها إعصار تريسي في عام 1974، تعد واحدة من أكثر العواصم حداثة.
سكان داروين تغيروا بعد الحرب العالمية الثانية، داروين مثلها مثل غيرها من المدن الأسترالية شهدت تدفقات من أوروبا، مع أعداد كبيرة من الإيطاليين واليونانيين خلال الستينات والسبعينات، داروين أيضا بدأت تعاني من تدفق اللاجئين من البلدان الأوروبية الأخرى، والتي تضمنت الهولندية، الألمان والصرب وغيرهم كثير. نسبة كبيرة من سكان داروين هي من المهاجرين من جنوب شرق آسيا (9,3 ٪ من سكان داروين في عام 2001).

## المناخ
يظهر الجدول التالي التغييرات المناخية على مدار السنة لداروين:
| البيانات المناخية لـداروين        | البيانات المناخية لـداروين | البيانات المناخية لـداروين | البيانات المناخية لـداروين | البيانات المناخية لـداروين | البيانات المناخية لـداروين | البيانات المناخية لـداروين | البيانات المناخية لـداروين | البيانات المناخية لـداروين | البيانات المناخية لـداروين | البيانات المناخية لـداروين | البيانات المناخية لـداروين | البيانات المناخية لـداروين | البيانات المناخية لـداروين |
| الشهر                             | يناير                      | فبراير                     | مارس                       | أبريل                      | مايو                       | يونيو                      | يوليو                      | أغسطس                      | سبتمبر                     | أكتوبر                     | نوفمبر                     | ديسمبر                     | المعدل السنوي              |
| --------------------------------- | -------------------------- | -------------------------- | -------------------------- | -------------------------- | -------------------------- | -------------------------- | -------------------------- | -------------------------- | -------------------------- | -------------------------- | -------------------------- | -------------------------- | -------------------------- |
| الدرجة القصوى °م (°ف)             | 36.1 (97.0)                | 36.0 (96.8)                | 36.0 (96.8)                | 36.7 (98.1)                | 36.0 (96.8)                | 34.6 (94.3)                | 34.8 (94.6)                | 37.0 (98.6)                | 37.7 (99.9)                | 38.9 (102.0)               | 37.3 (99.1)                | 37.0 (98.6)                | 38.9 (102.0)               |
| متوسط درجة الحرارة الكبرى °م (°ف) | 31.8 (89.2)                | 31.5 (88.7)                | 32.1 (89.8)                | 32.9 (91.2)                | 32.3 (90.1)                | 30.8 (87.4)                | 30.8 (87.4)                | 31.6 (88.9)                | 32.8 (91.0)                | 33.5 (92.3)                | 33.5 (92.3)                | 32.7 (90.9)                | 32.2 (90.0)                |
| المتوسط اليومي °م (°ف)            | 28.4 (83.1)                | 28.2 (82.8)                | 28.4 (83.1)                | 28.6 (83.5)                | 27.4 (81.3)                | 25.5 (77.9)                | 25.3 (77.5)                | 26.0 (78.8)                | 28.0 (82.4)                | 29.3 (84.7)                | 29.6 (85.3)                | 29.2 (84.6)                | 27.8 (82.1)                |
| متوسط درجة الحرارة الصغرى °م (°ف) | 25.0 (77.0)                | 24.9 (76.8)                | 24.7 (76.5)                | 24.3 (75.7)                | 22.5 (72.5)                | 20.1 (68.2)                | 19.7 (67.5)                | 20.4 (68.7)                | 23.2 (73.8)                | 25.0 (77.0)                | 25.6 (78.1)                | 25.6 (78.1)                | 23.4 (74.1)                |
| أدنى درجة حرارة °م (°ف)           | 20.2 (68.4)                | 17.2 (63.0)                | 19.2 (66.6)                | 16.0 (60.8)                | 13.8 (56.8)                | 12.1 (53.8)                | 10.4 (50.7)                | 13.0 (55.4)                | 14.3 (57.7)                | 19.0 (66.2)                | 19.3 (66.7)                | 19.8 (67.6)                | 10.4 (50.7)                |
| معدل هطول الأمطار مم (إنش)        | 465.5 (18.33)              | 373.1 (14.69)              | 335.4 (13.20)              | 107.5 (4.23)               | 24.7 (0.97)                | 2.3 (0.09)                 | 1.2 (0.05)                 | 5.8 (0.23)                 | 17.6 (0.69)                | 65.4 (2.57)                | 136.8 (5.39)               | 276.4 (10.88)              | 1٬811٫7 (71.32)            |
| متوسط الأيام الممطرة              | 22.3                       | 21.1                       | 19.6                       | 9.8                        | 2.3                        | 0.7                        | 0.4                        | 0.7                        | 2.9                        | 6.7                        | 12.5                       | 16.9                       | 115.9                      |
| Average afternoon رطوبة نسبية (%) | 71                         | 73                         | 67                         | 52                         | 42                         | 36                         | 37                         | 39                         | 47                         | 51                         | 58                         | 66                         | 53                         |
| ساعات سطوع الشمس الشهرية          | 176.7                      | 162.4                      | 210.8                      | 261.0                      | 297.6                      | 297.0                      | 313.1                      | 319.3                      | 297.0                      | 291.4                      | 252.0                      | 213.9                      | 3٬092٫2                    |
| المصدر:                           |                            |                            |                            |                            |                            |                            |                            |                            |                            |                            |                            |                            |                            |

## توأمة
لداروين (الإقليم الشمالي) اتفاقيات توأمة مع كل من:
- أنكوريج (28 يوليو 1982 - )
- ديلي (18 سبتمبر 2003 - )
- Kalymnos (regional unit) [الإنجليزية]‏ (23 أبريل 1982 - )
- أمبون (28 أكتوبر 1988 - )
- هايكو (5 سبتمبر 1990 - )
- Milikapiti, Northern Territory [الإنجليزية]‏ (5 يوليو 1999 - )

## أعلام
- فرانك فارينا
- جون جورج ونايت
- مارك ديفيز
- يوجين بلير
- بوب كولينز
- غرايم براون
- هارولد برينان
- ديه أبوت
- جويل كارول
- جيسيكا ماوبوي